# Membrana posterior atlantoocipital

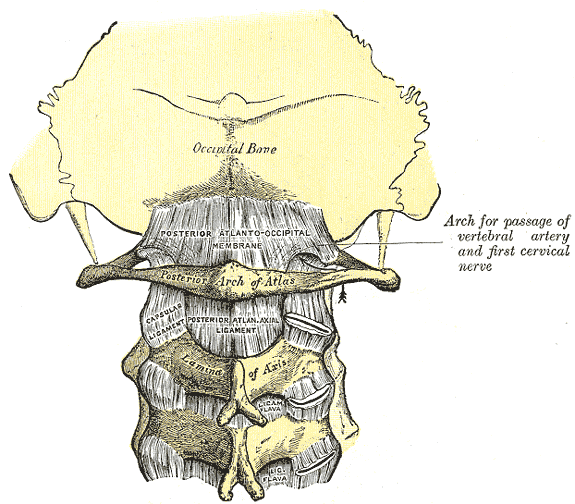
Membrana atlantooccipital posterior y ligamento atlantoaxial. (La membrana atlantooccipital posterior es la región gris superior en el centro.)Fuente:

El ligamento atlantooccipital posterior, también conocido como membrana atlantooccipital posterior, es una membrana delgada pero amplia que se extiende desde el margen posterior del foramen magno en la parte superior hasta el arco posterior del atlas, que es la primera vértebra cervical, en la parte inferior. Esta membrana constituye la base del triángulo suboccipital y tiene interacciones anatómicas y fisiológicas con la membrana tectorial de la articulación atlanto-axial.
La función principal de la membrana atlantooccipital posterior es restringir el movimiento excesivo en las articulaciones atlanto-occipitales.

## Anatomía

### Inserciones
Las inserciones de esta estructura anatómica se fijan en la región superior del arco posterior del atlas (vértebra cervical C1) en su unión inferior y en el margen posterior del foramen magno en su unión superior. 
Además, en su parte posterior, esta membrana se conecta a los músculos rectos posteriores menores a través de un puente de tejido blando que puede contener fibras musculares o tendinosas, y hacia su parte anterior se une a la duramadre.

### Innervación
La membrana es inervada por el nervio espinal de C1.

### Relaciones anatómicas
En sus extremos laterales, esta estructura se ve atravesada por la arteria vertebral y el nervio espinal cervical C1. El borde libre de la membrana se arquea sobre la arteria y el nervio, y en ocasiones puede experimentar osificación, lo que convierte el pasaje para la arteria vertebral en un foramen.
Lateralmente, la membrana se integra con las cápsulas articulares. En términos de posición anatómica, esta estructura se encuentra en una posición superficial y anterior con respecto a la duramadre del canal espinal a la cual se encuentra adherida. La membrana atlantooccipital posterior recubre las hendiduras destinadas a las arterias vertebrales, los plexos venosos vertebrales y los nervios espinales cervicales de C1.
Es importante destacar que la membrana atlantooccipital posterior constituye el límite inferior del triángulo suboccipital, y se encuentra en una posición más profunda con respecto a los músculos rectos posteriores menores de la cabeza, los cuales se unen a ella, así como con respecto a los músculos oblicuos superiores de la cabeza, que son parte del triángulo suboccipital.

### Relevancia clínica
La membrana atlantooccipital posterior puede ser perforada con una aguja en la línea media, por encima del arco del atlas, para acceder a la cisterna magna.

### Investigación
En 2015, Scali y otros revisaron la anatomía de la membrana atlantooccipital posterior mediante plastinación. Sus hallazgos revelaron que la parte superior de la membrana atlantooccipital posterior consistía en el periostio del occipucio, mientras que en la parte inferior formaba parte de la duramadre en la unión cerebroespinal, terminando a nivel de la tercera vértebra cervical (en lugar de unirse al arco posterior del atlas). Se cree que esta disposición anatómica permite un punto de anclaje superior para estructuras de puente epidural y permite que las fuerzas tensiles de la duramadre actúen de manera sincronizada y acumulativa. Esta región anatómica contribuye en el flujo de líquido cefalorraquídeo y en el sistema vértebrobasilar.